# Jindřich Vodílek
Jindřich Vodílek (3. květen 1876 Karlín – 24. duben 1932 Praha) byl v letech 1895–1898 velmi populárním závodníkem v novém sportu na cyklistických oválech. Proslavil se coby několikanásobný mistr českých zemí, vítěz řady závodů v tuzemsku i v zahraničí. Byl prvním profesionálním sportovcem a životní láskou operní pěvkyně Emy Destinnové.
Jak uvádí matrika narozených, Jindřich Vodílek se narodil strážmistrovi Janu Vodílkovi a Julianě Wolfové, oba bytem v Karlíně čp. 118. Všeobecně udávané zaměstnání otce jako školníka karlínské reálky se tak nezakládá na pravdě, neboť otec vykonával funkci strážmistra i v roce 1918, kdy se Jindřich ženil. Jindřich byl studentem pražské techniky, kde se zajímal o základní mechaniku kola. Působil tam v letech 1894 až 1897, když na jeho školné přispíval pan Dominik Špachta 60 zlatými ročně.

## Sportovní kariéra
V roce 1892 spoluzaložil sportovní klub Slavia. Později reprezentoval Družstvo závodníků Trojlístek, které vzniklo odchodem Vodílka a dalších dvou kolegů-cyklistů ze Slavie. Během kariéry používal vzhledem k obavám před školním postihem jméno Jindra Vodílek (uvedené rovněž na náhrobku). Trénoval v pražské Stromovce či v areálu Usedlosti Ohrada (Praha-Žižkov), kde tehdejší nájemce Václav Stome vybudoval cyklistický ovál. V roce 1897 si vydělal na peněžitých cenách 1979 korun (kvalifikovaný dělník pobíral 1200 korun). Další peníze si přivydělával sponzorskou spoluprací za propagaci značky kola či jako trenér. Do povědomí veřejnosti vstoupil v roce 1895, kdy na Národopisné výstavě československé vyhrál několik závodů. Na dráze ve Stromovce pokořil 8 českých rekordů od 300 m až po 30 km, získal celkem třináct prvenství a deset druhých míst. Jeho trenérem byl lékař MUDr. Václav Petržilka, což bylo dosud rovněž nevídaným jevem. Díky svému trenérovi byl vychován v závodníka, který se vyznačoval rozdílným pojetím soupeření. Byl výborný ve spurtech či v taktice vyrážení a překvapování soupeřů. V roce 1896 se objevil během jednoho měsíce celkem na 6 závodních drahách (Teplice, Vratislav, Cáchy, Vídeň, Drážďany, Praha). Úspěchy, finanční odměny i vztahy negativně poznamenaly jeho povahu a byl známý rovněž pro svou namyšlenost a nespolehlivost.
Dne 6. června 1897 při mezinárodních závodech v Záhřebu dobyl Jindřich Vodílek Grand prix de Zagreb, Jeho patrně nejslavnějším dnem byl 27. červen 1897 v Praze, kdy Vodílek 3x vyhrál a po závodě na 2000 m dostal vavřínový věnec. Diváci jásali, Vodílek tedy nasedl na bicykl a objel s věncem čestné kolo. Byla to tehdy neobvyklá věc a sportovní tisk ji zaznamenal snad vůbec poprvé. Novináři psali o tomto vrcholovém sportovci jako o reprezentantu celého národa. V roce 1898 nastoupil Vodílek na jednoroční vojenskou službu. Jako závodník se pak již k cyklistice nikdy nevrátil.

## Po ukončení kariéry
Během první světové války byl na frontě, po vzniku Československa působil v armádních řadách a zároveň se živil jako majitel realit. Oženil se dne 9. listopadu 1918 v kostele sv. Štěpána na Novém Městě pražském s herečkou a operetní pěvkyní Růženou Albertou Vodílkovou Jindrovou, rozenou Hanzlíkovou (1882–1961), dcerou malíře porcelánu a pratetou herce Jaromíra Hanzlíka. Pár bydlel v Praze-Hostivaři čp. 240. Manželství zůstalo bezdětné. Vodílek zemřel 24. dubna 1932 po déletrvající nemoci v divizní vojenské nemocnici na Karlově náměstí (čp. 504) na mozkovou příhodu. Pochován je na Olšanských hřbitovech v Praze. Adopčním nájemcem jeho hrobu je od roku 2021 český pěvec Martin Vydra.

## Vztah s Emou Destinnovou
Ema Destinnová (tehdy občanským jménem Emilie Paulina Jindřiška Kittlová) si velmi oblíbila bicykl, který jí její otec objednal ve Vídni. Často jezdila do pražské Stromovky, kde se v roce 1895 seznámila s Jindřichem Vodílkem. Od počátku byly zřejmé sociální rozdíly – Ema pocházela z velmi bohaté a významné rodiny, Jindřich byl synem strážmistra. Díky nové lásce a vlastnímu bicyklu Ema plánovala, že by se u příležitosti Národopisné výstavy českoslovanské (1895) mohla zúčastnit závodu dam na 2000 metrů, ale kvůli jiným aktivitám a zaneprázdnění se tak nestalo. V roce 1896 narazila do stromu a přelétla přes řídítka. Od té doby jízdu na bicyklu již v oblibě neměla. O rok později debutovala v drážďanské dvorní opeře v roli Santuzzy v opeře Sedlák kavalír. Ač byla ochotná se kariéry pro svou lásku vzdát, vztah s Vodílkem v tomto roce skončil. Emin otec se obával, že dceru zabrzdí v jejím rozletu, a Vodílek se zase děsil Emina temperamentu a dobyvačnosti, což považoval za především mužské vlastnosti. Ema ve smutku složila básnický celek Květ sněhu, který označila za „několik nálad k upomínce na jaro 1897, tomu, při jehož lásce se mi zdá, že žiji...“ – Jindřichu Vodílkovi. Složila rovněž dodnes nedochovanou divadelní hru Velocipedisté, z níž je dodnes známá píseň První láska, ve které se zpívá: "První láska, ta je všecko, ty ostatní už nejsou nic." Dokonce se Ema v roce 1899 pokusila kvůli Vodílkovi o sebevraždu skokem z okna. Stalo se tak na balkónu domu U Božího požehnání, kde bydlela. Zachránil ji rodinný přítel Bedřich Spurný, který ji popadl za copy a vtáhl zpátky. Ema k tomu poznamenala: „Jsem takový ubohý tvor, kterého v životě málokdo hladil, málokdo líbal… a který vždy tak žíznil po čisté, upřímné a nesobecké lásce.“ Nikdy už nenašla muže, kterému by věřila a který by se stal její životní oporou. Dávala to za vinu právě Jindřichu Vodílkovi, „…neboť on učinil, že nikdy víc nemohu nikoho milovat, nikomu náležet…“ Na svou životní lásku přesto nikdy nezapomněla a nechala si dát pod hlavu do rakve v hrobce Slavín na Vyšehradě fotografií Jindřicha Vodílka. Hrob Jindřicha Vodílka nese dvojverší, které složila Ema Destinnová: "Tvůj život byla má láska / Tvá láska byl můj život."

## Galerie

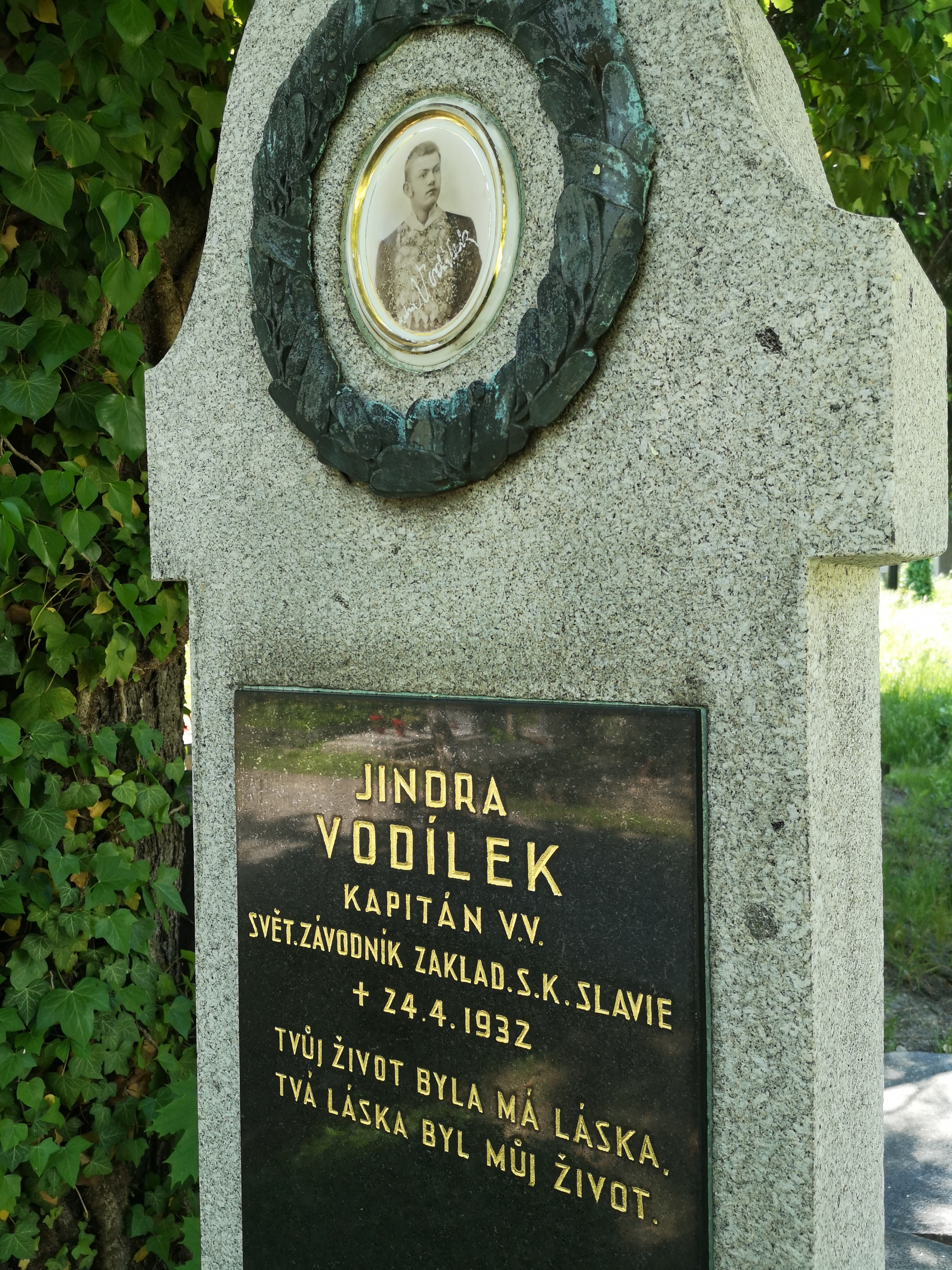
Náhrobek Jindřicha Vodílka - detail
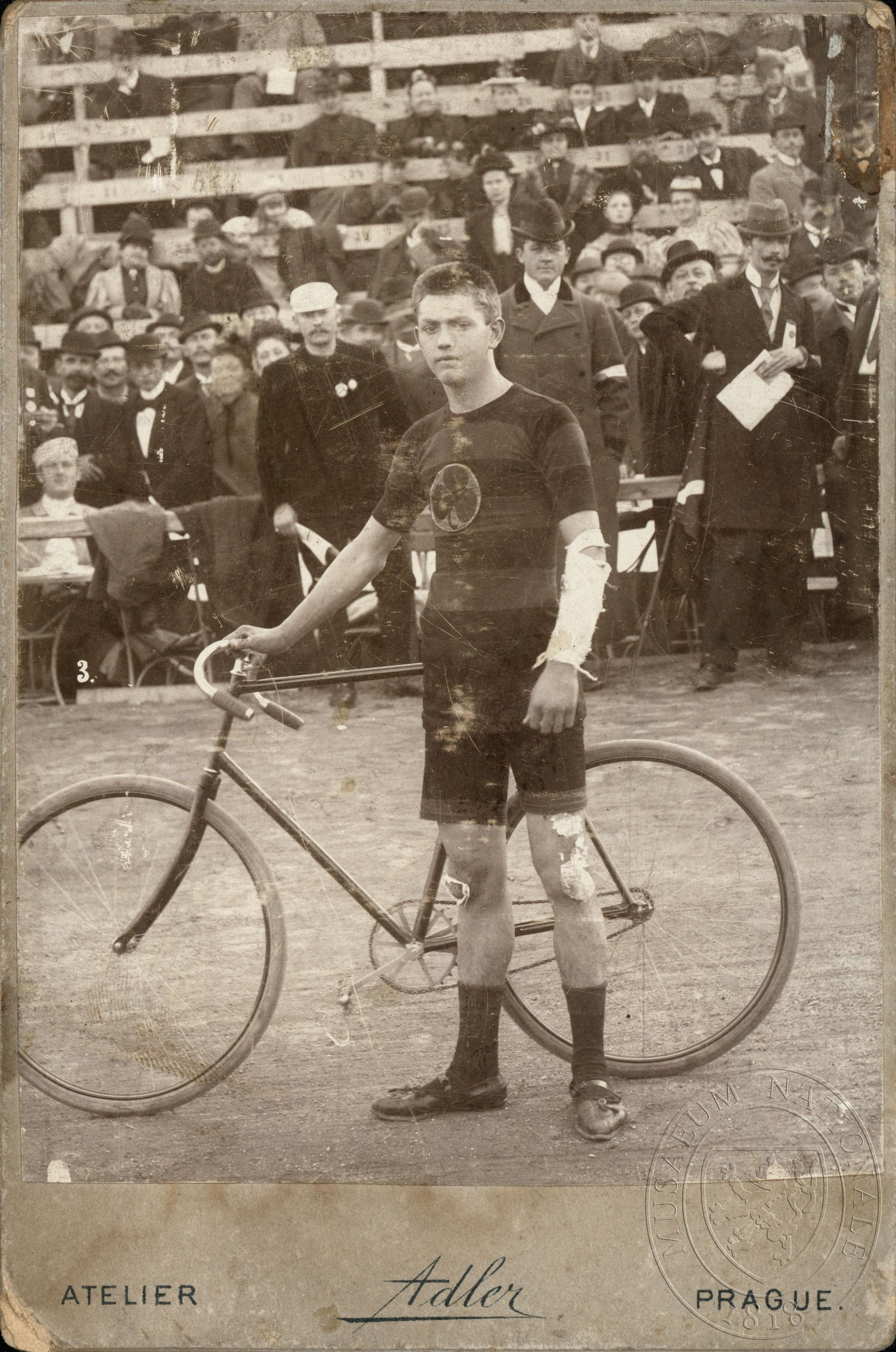
Jindřich Vodílek v roce 1897
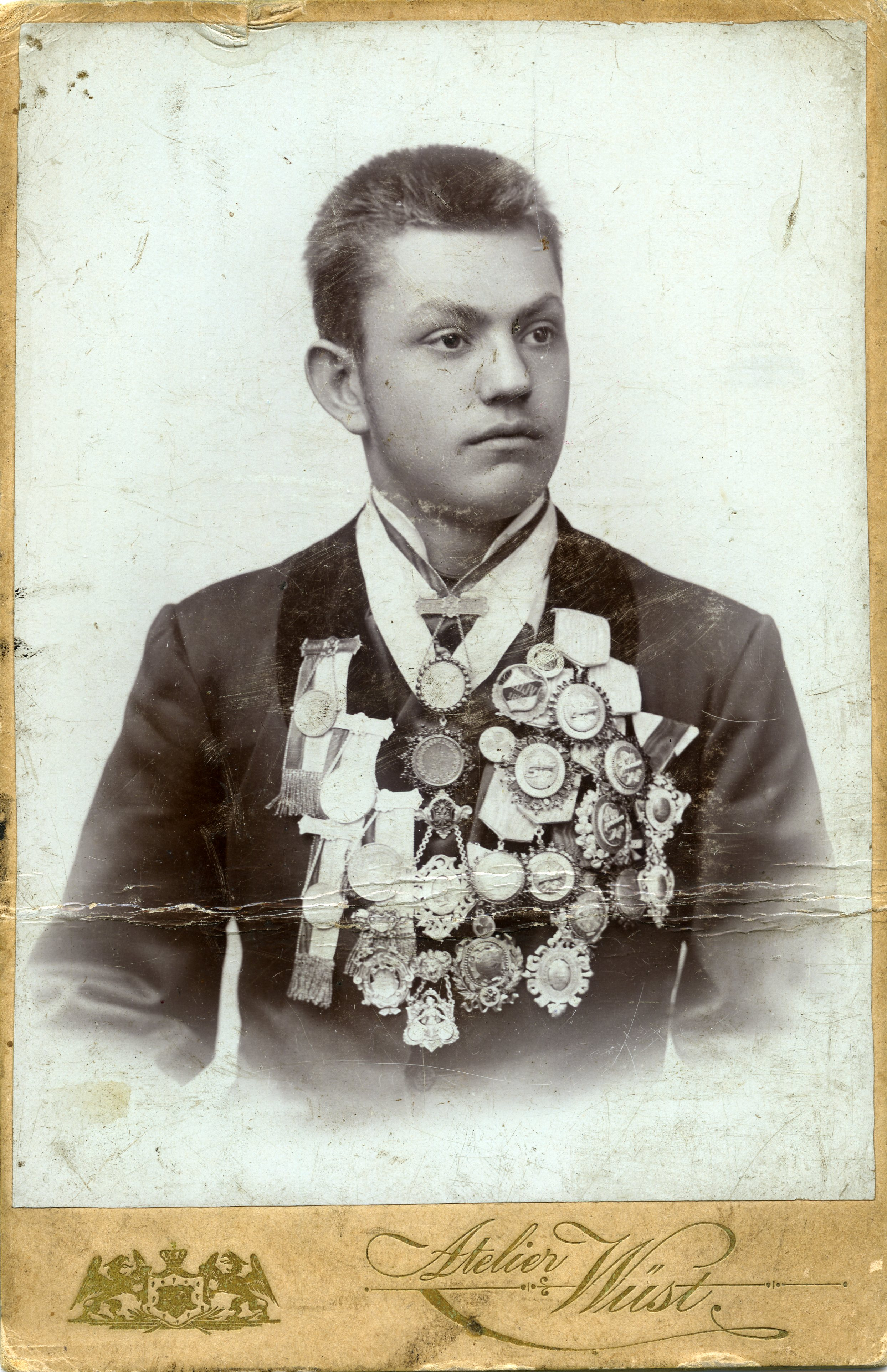
Jindřich Vodílek s medailemi
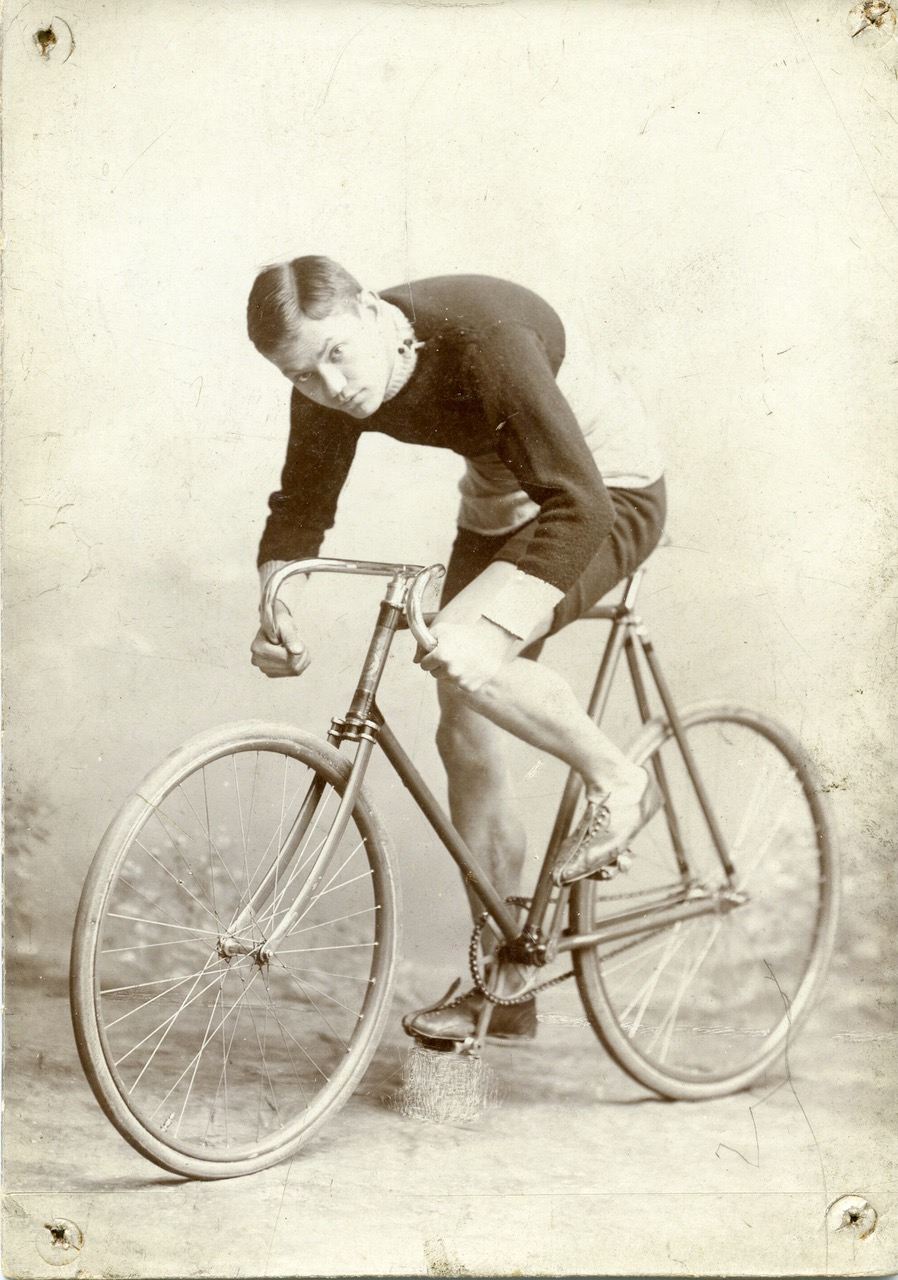
Jindřich Vodílek na kole
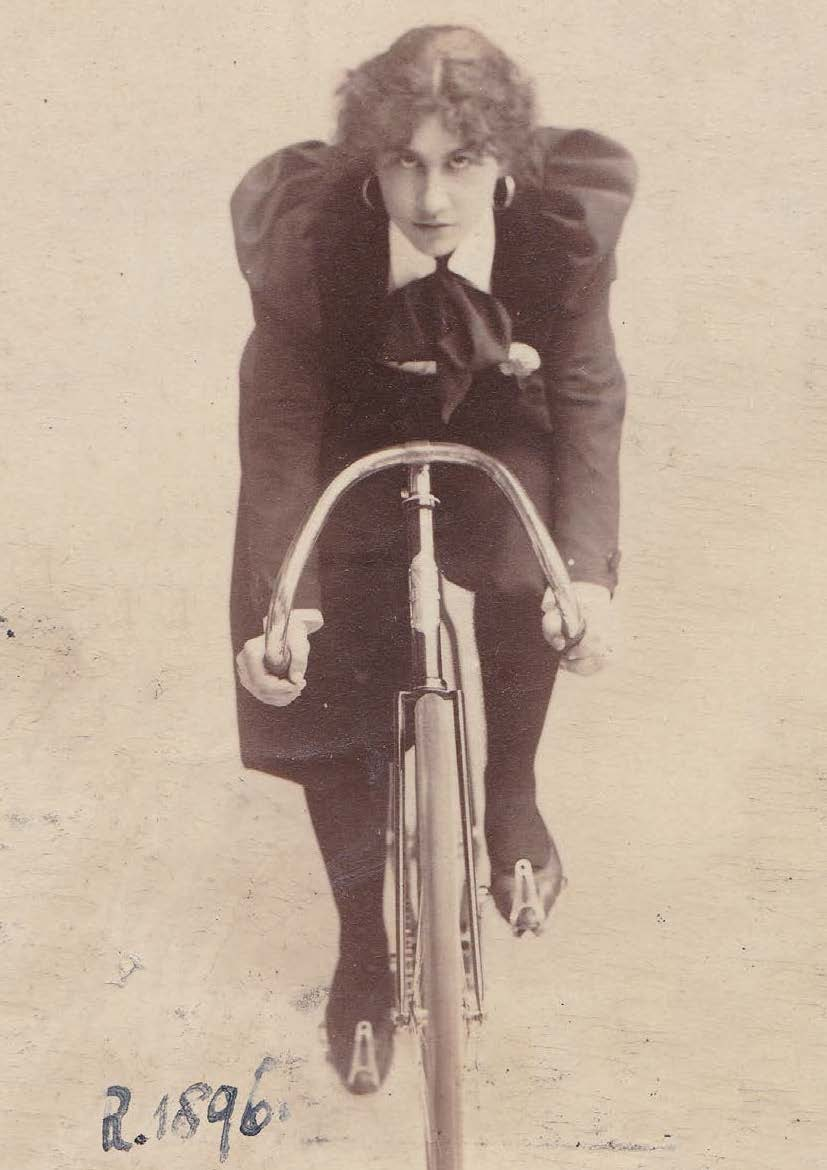
Ema Destinnová na kole, 1896